# Xavier Wulf
Xavier Wulf (numele de scenă al lui Xavier Beard; n. 24 octombrie 1992, Memphis, Tennessee, SUA) este un rapper american care provine din Memphis, mai precis din partea de Est. Odată cunoscut sub numele de Ethelwulf, Wulf a intrat pentru prima dată în rap în adolescența sa târzie, producând acasă și distribuind muzica online. A fost curând invitat să devină membru al formației de rap Raider Klan și și-a lansat mixtape-ul de debut în 2012, intitulat „The Wolf Gang’s Rodolphe”. Ulterior, Wulf a părăsit Klan-ul și a renunțat la numele Ethelwulf pentru numele Xavier Wulf către începutul lui 2013, luând o direcție mai serioasă în muzica sa.Acum, cu domiciliul în Los Angeles, California, cel de-al 14-lea membru al echipei este acum puternic afiliat cu rapperii Bones și foștii membri Raider Klan, Eddy Baker, și Chris Travis, cei patru care formează colectivul de hip hop Seshollowaterboyz. De atunci, Wulf a lansat până în prezent 14 proiecte, a făcut un turneu intens și a colaborat cu mai multe figuri importante din industria muzicală, precum rapperii Smokepurrp, Lil Peep și Skepta, precum și colaborarea cu unii dintre cei mai importanți producători în creștere, în special Bighead și Tay Keith. Acesta își numeste fanii Hollow Squad.

## Biografie
Wulf a crescut în Memphis-ul de Est și a găsit inițial un interes pentru fotografie și photoshop. Ceea ce inițial i-a stârnit interesul pentru rap a fost să asculte un CD Bone 'Thugs-n-Harmony' în liceu. Când era în clasa a 11-a, Xavier și un prieten au mers la un studio și au înregistrat o melodie. După ce s-a mai întors de câteva ori, și-a cumpărat propriul echipament de studio și a început să facă muzică sub numele de Ethel Wulf. Ethel se traduce prin nobil, care este modul în care și-a caracterizat sunetul în acea vreme, iar Wolf a fost un animal din care s-a inspirat.
Xavier a fost remarcat pentru prima dată de Amber London din grupul Raider Klan atunci când a lansat piesa "1st Chapta of tha Phonk". Au sfârșit prin a colabora la melodia „Trillnation”. SpaceGhostPurp, liderul Raider Klan, l-a invitat pe Xavier să se alăture colectivului său. O lună mai târziu, Xavier a lansat primul său mixtape, The Wolfgang's Rodolphe.
Xavier a părăsit Raider Klan în iunie 2013. Nu a fost de acord cu direcția colectivului și a plecat să meargă pe propria sa direcție. A colaborat mai tarziu cu Bones și a colaborat la două mixtape-uri, ダ サ い și Caves.

## Discografie
- The Wolf Gang’s Rodolphe - 2012
- Lame (cu Bones) - 2013
- Blood Shore Season 1 - 2014
- Blood Shore Season 2 - 2014
- Tundra Boy Season One - 2015
- Project X - 2015
- Tundra Boy Season 2 - 2016
- The Local Man - 2017
- Sitting Wulf - 2018
- Greatest Hits,Pt 1 - 2018
- East Memphis Maniac - 2018
- Brace - 2020
- Bennington Forest ( cu Idontknowjeffery) - 2020